# Фізико-географічне районування України

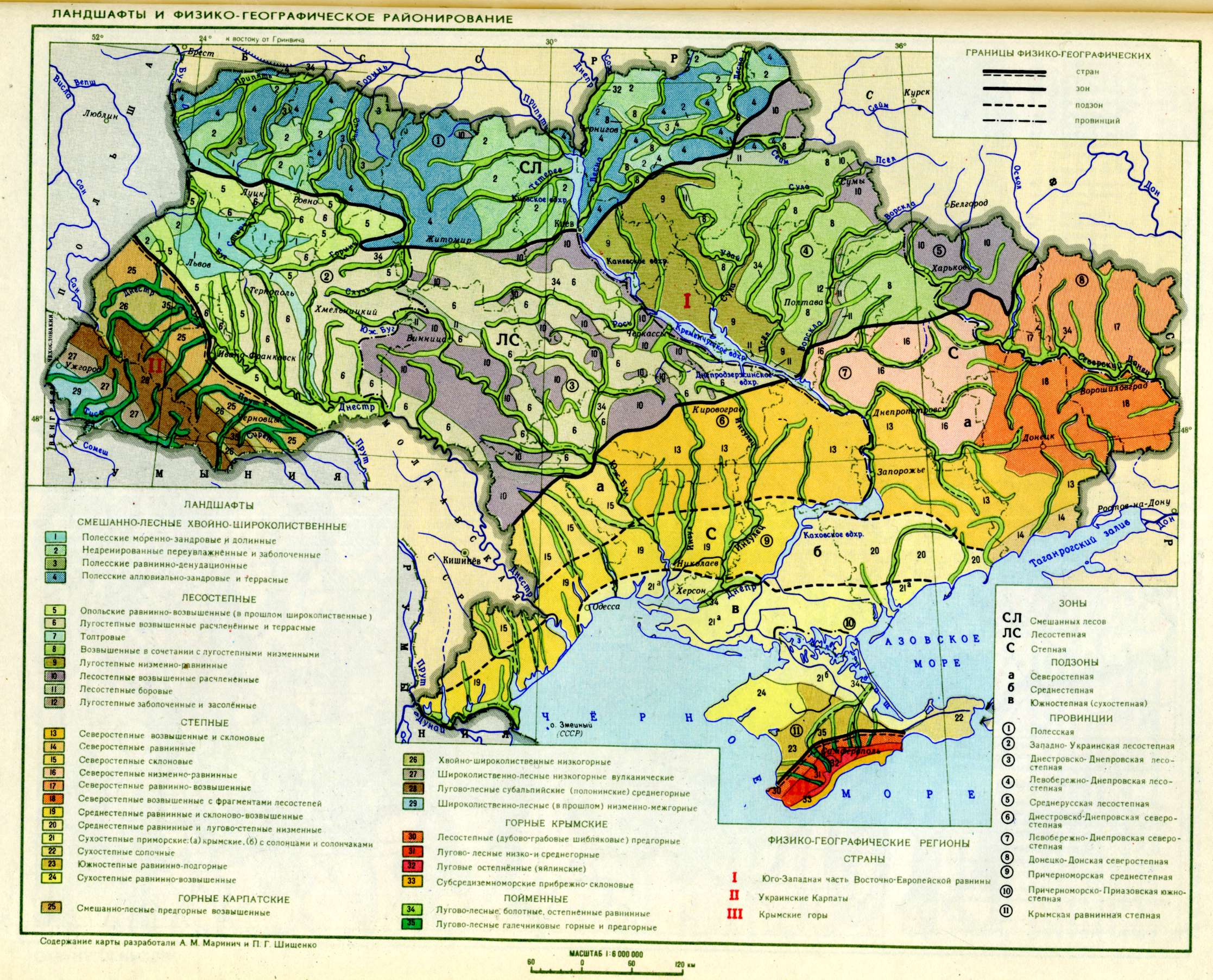
Ландшафти і фізико-географічне районування України

Фізико-географічне районування України
Територія України характеризується складною просторовою диференціацією фізико-географічних умов. Геологічна будова і рельєф, клімат, води, ґрунти, рослинність і тваринний світ, перебуваючи в складному взаємозв'язку і взаємодії, утворюють природно-територіальні комплекси різного рангу. В основу фізико-географічного районування покладено ландшафтно-генетичний принцип, суть якого полягає в тому, що природно — територіальні комплекси та їх межі виявляють всебічним аналізом взаємозв'язку і взаємодії основних ландшафтостворюючих факторів — сонячної радіації і внутрішньої енергії Землі, процесів, що відбуваються в літосфері, гідросфері, атмосфері та біосфері, а також природних компонентів — літогенної основи, земної поверхні, повітря, поверхневих і підземних вод, ґрунтів і біоти (рослинність і тваринний світ).
В межах України по спільності морфоструктурних рис виділяють два класи ландшафтів: рівнинні і гірські.
Основні риси ландшафтної структури території України визначаються її розташуванням переважно в помірному поясі. Лише для південного берега Криму характерні риси субтропічного поясу. Територія України займає південно-західну частину Східноєвропейської фізико-географічної країни, частини Карпатської і Кримську гірські фізико-геогр. країни. У межах Східноєвропейської фізико-географічної країни на тер. республіки по переважанню певних типів і підтипів ландшафтів виділяють три фізико-геогр. зони. За ступенем континентальності клімату, загальним характером рельєфу і історії формування геолого-геоморфологічної основи природних комплексів зони ділять на провінції. У провінціях виділяють фізико-географічні області (по положенню в межах значних оротектонічних елементів); області — у зв'язку з місцевими відмінностями в характері прояву інтенсивності і спрямованості сучасних природних процесів — ділять на фізико-географічні райони.
Вивчення закономірностей формування і розвитку природно-територіальних комплексів, визначення їх кількісних і якісних характеристик мають велике значення для раціонального природокористування. Вони сприяють науково обґрунтованому використанню, збереженню і примноженню природних ресурсів України, проведенню широких природоохоронних заходів.

## Зона змішаних лісів (Поліська провінція)

Фізико-географічні області Українського Полісся (у державних межах України).

Північну частину України займає зона змішаних лісів з поліським підтипом ландшафтів, серед яких переважають ландшафти моренно-зандрових, алювіально-зандрових, рівнинно-денудаційних, алювіальних терасових рівнин. Помітну роль серед поліських ландшафтів відіграють недреновані перезволожені та заболочені природно-територіальні комплекси. У цій зоні розташована велика частина Волинської, Рівненської, Житомирської та Чернігівської областей, частково Хмельницької, Київської та Сумської областей. За природним ландшафтом — це Українське Полісся. Простягається зона з заходу на схід на 750 км, площа її становить понад 113 тис. км² (19 % тер. України). Річний радіаційний баланс становить 44–46 ккал/см². Тривалість вегетаційного періоду — 190–205 днів. Середня річна сума опадів — 550–650 мм, випаровуваність не перевищує 400–450 мм. Коефіцієнт зволоження 1,9–2,8. Для поліських ландшафтів характерна велика зволоженість і розвиток процесів заболочування (до 70 % заболочених земель республіки). Значна зволоженість зумовила розвиток підзолистого і болотного процесів ґрунтоутворень та формування лугової, болотної та лісової рослинності (середня лісистість зони — 30 %). Негативні риси поліських ландшафтів — заболоченість земель, низька природна родючість ґрунтів, розвиток процесів інфільтрації і розвіювання незакріплених рослинністю піщаних ґрунтів тощо Основні заходи підвищення продуктивності земель полягають в корінному поліпшенні водно-фізичних властивостей ґрунтів, регулюванні їх водного режиму меліоративними і лісокультурними заходами і у вапнуванні кислих ґрунтів.
Зона представлена Поліською провінцією, яку ділять на 5 фізико-географічних областей:
- Волинське Полісся — найзволоженіша, заболочена і залісена область. Поширені крейдяні відкладення, які в південній і південно-західній частинах області оголюються і безпосередньо впливають на розвиток сучасних ландшафтів. Широко розвинені заплавні лугово-болотні місцевості, терасові піщані рівнини з дерново-підзолистими ґрунтами під борами та суборах і значними масивами низинних боліт. В середній частини області — моренно-горбкуваті місцевості з дерново-підзолистими, дерново-глейовими і лучними ґрунтами, зайнятими суборами, луками та сільсько-господарськими угіддями. На півдні області серед зандрових і зандрових-моренних рівнин зустрічаються хвилясто-горбисті межиріччя з дерновими карбонатними ґрунтами на крейдяних породах, на яких поширені сугрудки і дубово-грабові ліси.
- Житомирське Полісся відрізняється від інших поліських областей виходами кристалічних порід Українського щита, більш високим гіпсометрічим становищем, глибоко врізаними річковими долинами і меншою заболоченістю. У ландшафтній структурі області значні площі займають зандрові і моренно-зандрові рівнини на кристалічній основі з переважанням дерново-слабопідзолистих ґрунтів і лісів типу борів і суборів. Поширені денудаційні горбисті рівнини на кристалічних породах з дерново-слабопідзолистими щебенюватими ґрунтами.
- Київське Полісся займає північно-східний схил Українського щита, кристалічні породи якого поступово занурюються під осадову товщу Дніпровсько-Донецької западини. Київське Полісся — низовинна рівнина з переважанням зандрових, долинно-зандрових і долинних терасових місцевостей з дерново-, слабко- і середньоподзолистими ґрунтами під борами і суборевими лісами. На півдні області переважають моренно-зандрові рівнини з дерново-середньоподзолистими ґрунтами.
- Чернігівське Полісся розташоване в межах Дніпровсько-Донецької западини. Ландшафтну структуру області визначають моренно-зандрові і зандрові місцевості з дерново-підзолистими ґрунтами, долинно-терасові місцевості з дерново-слабопідзолистими ґрунтами і боровими лісами, заплавні лучно-болотні і місцевості лісових «островів» з ознаками північнолісостепових ландшафтів. У межах області лісостепові ландшафти займають близько 20 % площі.
- Новгород-Сіверське Полісся розташоване на південно-західному схилі Воронезького масиву, де поширені крейдові відкладення. Тут домінують моренно-зандрові і алювіально-зандрові рівнини з дерново-середньо-підзолистими ґрунтами. Типовою рисою області є поширення «островів» з північно-лісостеповими ландшафтами.

Деякі дослідники виділяють шосту фізико-географічну область — Мале Полісся, яке за даною схемою районування віднесено до Західно-Української лісостепової провінції.

## Лісостепова зона
Лісостепова зона простягається від Передкарпаття до зах. відрогів Середньоросійської височини і характеризується ландшафтами лісостепового типу. Помітне розповсюдження серед них мають лучно-степові низовинні і піднесені, опольські (в минулому широколистяно-лісові) низинні та піднесені ландшафти. Своєрідними рисами відрізняються товтрові, лучно-степові заболочені і засолені, лісостепові борові ландшафти. В межах зони розташовані Тернопільська, Хмельницька, Вінницька, Черкаська, Полтавська, частково Харківська області, південні частини Рівненської, Волинської, Житомирської, Київської, Чернігівської та Сумської областей, північні частини Одеської та Кіровоградської областей, частково Івано-Франківської, Львівської та Чернівецької областей. Протяжність зони зі заходу на схід — 1100 км, площа 202 тис. км² (34 % території України). Річний радіаційний баланс становить 45-50 ккал/см². Вегетаційний період триває 200–210 днів. Річна сума опадів на заході зони 650 мм, на сході — 450 мм, випаровуваність — відповідно 550 і 750 мм. Коефіцієнт зволоження становить 2,8 у західній частині зони і 1,3 — на південному сході. Зональні типи ґрунтів — чорноземи типові та сірі лісові ґрунти. Природна рослинність представлена залишками остепнених луків і лугових степів на плакорах, дубових і дубово-грабових масивів, на лівобережжі Дніпра — дубово-кленово-липових лісів. Середня залісеність зони становить 12,5 %, розораність — 75-85 %. Зона характеризується складним чергуванням широколистяно-лісових ландшафтів з опідзоленими ґрунтами та лучно-степових ландшафтів з глибокими чорноземами. Основним природним процесом, несприятливим для господарського використання земель, є ерозія. Головний напрям для збереження високого рівня сільсько-господарської освоєності — регулювання стоку, протиерозійні лісомеліоративні заходи, запобігання засоленню ґрунтів.
В межах лісостепової зони України виділяють 4 фізико-географічні провінції.

### Західноукраїнська лісостепова провінція
Західноукраїнська лісостепова провінція, яка займає Волинську та Хотинську височини і значну частину Подільської височини, відрізняється найвищим в межах зони гіпсометричним рівнем і ступенем зволоженості (річна сума опадів понад 600 мм, коефіцієнт зволоження 2,0-2,8). Переважають піднесені ландшафти з сірими лісовими ґрунтами та чорноземами опідзоленими.
- Територію провінції ділять на 5 фізико-географічних областей.

### Дністровсько-Дніпровська лісостепова провінція
Дністровсько-Дніпровська лісостепова провінція лежить у межах Подільської та Придніпровської височин. Ландшафти її сформувалися в умовах піднесеного рельєфу на кристалічних породах Українського щита І достатнього зволоження (річна сума опадів 450–560 мм, коефіцієнт зволоження 2,0-1,4). У найбільш підвищеній центральній частині провінції розвинені ландшафти з сірими лісовими ґрунтами, утвореними під широколистяними лісами. У північній частині провінції переважають пласкі і слабкохвилясті рівнини з глибокими малогумусними чорноземами, сформованими під степовими лугами. Поширені також вододільні рівнинно-хвилясті місцевості з глибокими малогумусними чорноземами і долинно-балкові — з еродованими сірими лісовими ґрунтами.
- У провінції виділяють 8 фізико-географічних областей.

### Лівобережно-Дніпровська лісостепова провінція
Лівобережно-Дніпровська лісостепова провінція займає Придніпровську низовину. Формування ландшафтів її пов'язане з розвитком долини Дніпра в умовах континентального клімату. Річна сума опадів становить 450–550 мм, коефіцієнт зволоження змінюється від 1,9 на півночі до 1,3 на півдні Спостерігається значна остепненість і засоленість ґрунтів. Переважають лісостепові ландшафти низинного підкласу.
- Провінція включає 4 фізико-географічні області.

### Середньоруська лісостепова провінція
Середньоруська лісостепова провінція в межах України займає південно-західні схили Середньоруська височини. Річна сума опадів становить 450–550 мм, коефіцієнт зволоження 1,6-1,8. У північній частині провінції поширені розчленовані лесові рівнини з сірими і темно-сірими лісовими ґрунтами, лесові рівнини з чорноземами глибокими малогумусними і опідзоленими, з рештками дубово-липових лісів, на півдні — останцево-горбисті височини з глибокими середньо-гумусними чорноземами і залишками кленово-липових дібров.

## Степова зона
Степова зона займає південну і східну частину країни. Простягається з заходу на схід від нижньої течії Дунаю до пд. відрогів Середньоросійської височини майже на 1000 км. В межах зони розташовані Миколаївська, Херсонська, Дніпропетровська, Запорізька, Донецька, Луганська області, південні частини Одеської, Кіровоградської і Харківської областей і рівнинна частина АР Крим. Площа її 240 тис. км² (40 % території республіки). Серед інших зон України степова виділяється найбільшими тепловими ресурсами, найтривалішим вегетаційним періодом, найменшою зволоженістю, що обумовлює формування своєрідних степових ландшафтів. Річний радіаційний баланс 50-57 ккал/см². Тривалість вегетаційного періоду 210–245 днів. Річна кількість опадів зменшується від 450 мм на півночі до 300–350 мм на півдні, випаровуваність змінюється від 700–800 мм у північній частині зони до 900–1000 мм — в південній. Коефіцієнт зволоження — 0,8-1,2. У зв'язку з недостатнім зволоженням в степовій зоні гідрографічна мережа розвинена слабо. Лісистість степової зони — 3 %. Орні землі становлять близько 75 % всього земельного фонду степової зони. Значна посушливість території, часта повторюваність посух, суховіїв, пилових бур і засоленість ґрунтів, особливо в південній смузі, — найбільш істотні з господарської точки зору негативні зональні риси природи. Тому основними меліоративними заходами в зоні є штучне зрошення, полезахисні лісонасаджень, запобігання засоленню ґрунтів в умовах зрошення, меліорація засолених ґрунтів. За ландшафтним особливостям і умовами природокористування степову зону ділять на три підзони: північностепову, середньостепову і південностепову (сухостепову).

### Північностепова підзона
Північностепова підзона в Україні займає територію з чорноземами звичайними, сформованими під різнотравно-типчаково-ковиловими степами. За видовим відмінностям серед степових ландшафтів виділяють піднесені і низинні. У орографічному відношенні для неї характерне переважання розчленованих лесових височин.
- Подзону ділять на 3 фізико-географічні провінції.

#### Дністровсько-Дніпровська північно-степова провінція
Дністровсько-Дніпровська північно-степова провінція займає південні відроги Подільської і Придніпровської височин. Характеризується м'яким і теплим кліматом. Опадів 420–465 мм в рік, коефіцієнт зволоження 1,0-1,2. Зональний фон утворюють такі основні види ландшафтів: розчленовані схили лесових височин з чорноземами звичайними середньогумусними (на півночі) і виположенні схили височин з чорноземами звичайними малогумусними (на півдні). Поширені яружно-балкові місцевості з лучно-чорноземними солонцюватими ґрунтами.
- У межах провінції виділяють 3 фізико-географічні області.

#### Лівобережно-Дніпровська північно-степова провінція

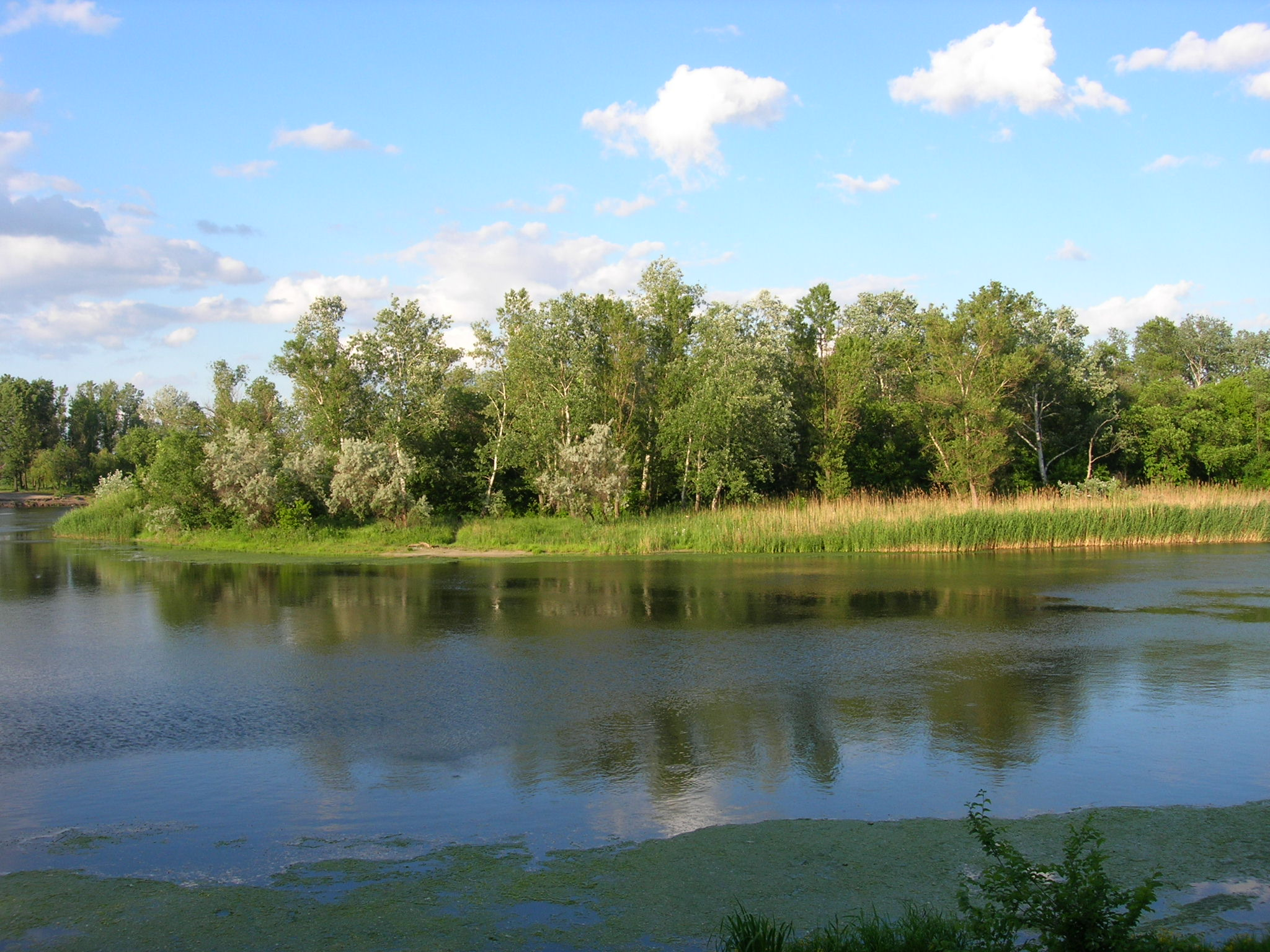
Річка Самара біля Новомосковська

Лівобережно-Дніпровська північно-степова провінція займає південну частину Придніпровської низовини, Донецьку і Приазовську височини і відрізняється більш континентальним кліматом, ніж попередня провінція. Річна кількість опадів — 450–480 мм, коефіцієнт зволоження 1,0-1,3. У західній частині провінції поширені слаборозвинені низинні рівнини з чорноземами звичайними середньогумусними. Видові відмінності ландшафтів східної частині провінції складаються в більш високому гіпсометріч. положенні, південної — в поширенні звичайних малогумусних чорноземів. На крайньому заході виділяються терасові лесові рівнини з чорноземами звичайними середньогумусними в комплексі з лучно-чорноземними солонцюватими ґрунтами і солонцями на терасах і подах. У долинах річок — терасові піщані рівнини з чорноземами на пісках і дерновими ґрунтами, борами і суборями.
- Провінція включає 3 фізико-географічні області. Деякі дослідники розглядають Донецьку височину як окрему фізико-географічну провінцію.

#### Донецько-Донська північно-степова провінція
Донецько-Донська північно-степова провінція охоплює південні відроги Середньоросійської височини. Вона характеризується найконтинентальнішим кліматом, більшою, ніж в межах зони в цілому, кількістю опадів (460–520 мм), коефіцієнт зволоження становить 1,0-1,2. Для провінції характерні розчленовані хвилясті структурно-денудаційні рівнини з чорноземами глибокими і звичайними і дерново-карбонатними ґрунтами, а також поєднання елементів лісостепових ландшафтів з глибокими чорноземами і степових із звичайними чорноземами. Поширені долинно-терасові ландшафти.
- Включає одну фізико-географічну область.

### Середньостепова підзона
Середньостепова підзона межує з північностеповою по лінії суцільного поширення чорноземів південних. Вони сформувалися в умовах дефіциту вологи під типчаково-ковилового степу. Домінують схилово-піднесені і рівнинні, лучно-степові низовинні ландшафти з порівняно одноманітною структурою.

#### Причорноморська середньо-степова провінція
У межах підзони виділяють Причорноморську середньо-степову провінцію. Вона охоплює більшу частину Причорноморської низовини. Характерні великі теплові ресурси і недостатнє зволоження (350–420 мм опадів у рік, коефіцієнт зволоження 0,8-1,0). Основний вид ландшафтів — лесові слабодреновані рівнини з чорноземами південними малогумусними. Поширені яружно-балкові місцевості з еродованими схилами з лучно-чорноземними і лучними солончаковими ґрунтами, в нижній течії Дунаю — своєрідні дельтові-плавневі ландшафти. Фрагментарно поширені піщані терасні місцевості з залісненими масивами пісків.
- Провінцію ділять на 5 фізико-географічних областей.

### Південно-степова (сухостепова) підзона
Межі Південно-степової (сухостепової) підзони визначаються поширенням сухостеповогу підтипу ландшафтів з темно-каштановими і каштановими ґрунтами, розвиненими під полинно-злаковими степами. До складу цього підтипу входять ландшафти: сухостепові приморські з фрагментами солонцюватих і солончакуватих, сопкові, рівнинно-передгірні, рівнинно-піднесені.
- У підзоні виділяють 2 фізико-географічні провінції.

#### Причорноморсько-Приазовська південно-степова провінція
Причорноморсько-Приазовська південно-степова провінція займає сухостепове Причорномор'я та Присивашшя і характеризується найпосушливішим кліматом серед ін. провінцій степової зони (річна сума опадів 300–360 мм, коефіцієнт зволоження <0,8). Переважають лесові рівнини з розораними чорноземами південними солонцюватими в комплексі з темно-каштановими солонцюватими ґрунтами, слабодреновані лесові рівнини з подами, терасові піщано-лесові рівнини з темно-каштановими і каштановими солонцюватими ґрунтами, солонцями, луговими солончаками і осолоділими глейовими ґрунтами западин, терасові і давньодельтові горбисті піщані рівнини з дерновими і чорноземними слабкогумусованими ґрунтами.
- Провінція включає 3 фізико-географічні області.

#### Кримська рівнинна степова провінція

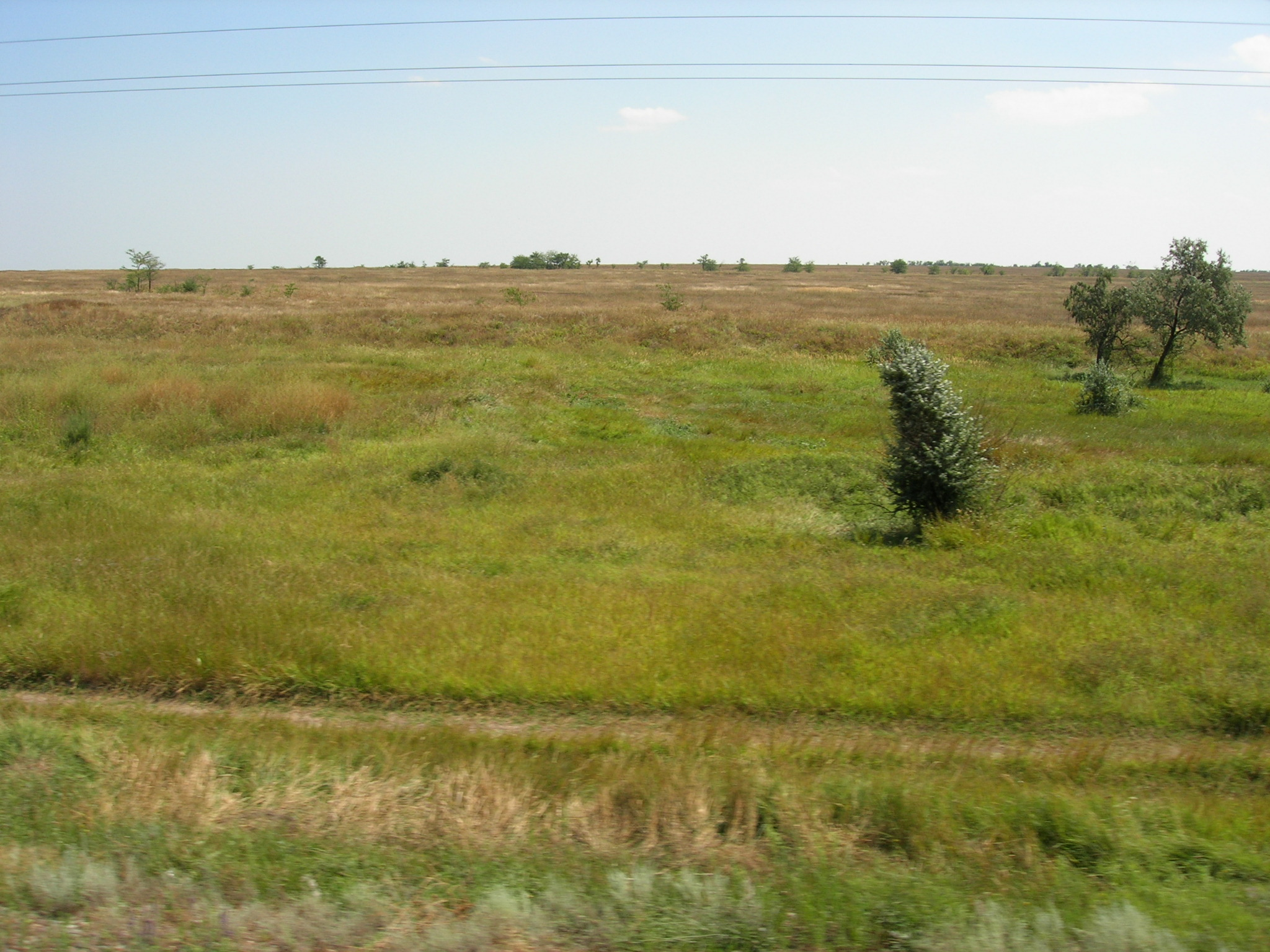
Північний Крим. Присивашшя

Кримська рівнинна степова провінція займає рівнинну частину Кримського півострова. На основному ландшафтному тлі підзони провінція виділяється комплексами середньо-степового підтипу. Від середньо-степових ландшафтів Причорноморської низовини вони відрізняються значними тепловими ресурсами, добре вираженою континентальністю клімату (опадів випадає від 300 до 420 мм в рік, коефіцієнт зволоження 0,8-1,2). Переважають малопотужні щебенисті ґрунти. Сформувалися ландшафти лагунно-прибережних солянкових і полинових напівпустель на каштанових солонцюватих і лугових солонцюватих ґрунтах; малодренованих рівнин з типчаково-полинними і типчаково-ковиловими сухими степами на каштанових солонцюватих ґрунтах; лесових рівнин з чорноземами південними малогумусними карбонатними; акумулятивно-денудаційних рівнин з чорноземами південними на елювіально-делювіальних відкладах; хвилястих увалисто-улоговинних рівнинних з чорноземами південними щебенюватими.
- У межах провінції виділяють 4 фізико-географічні області.

## Українські Карпати

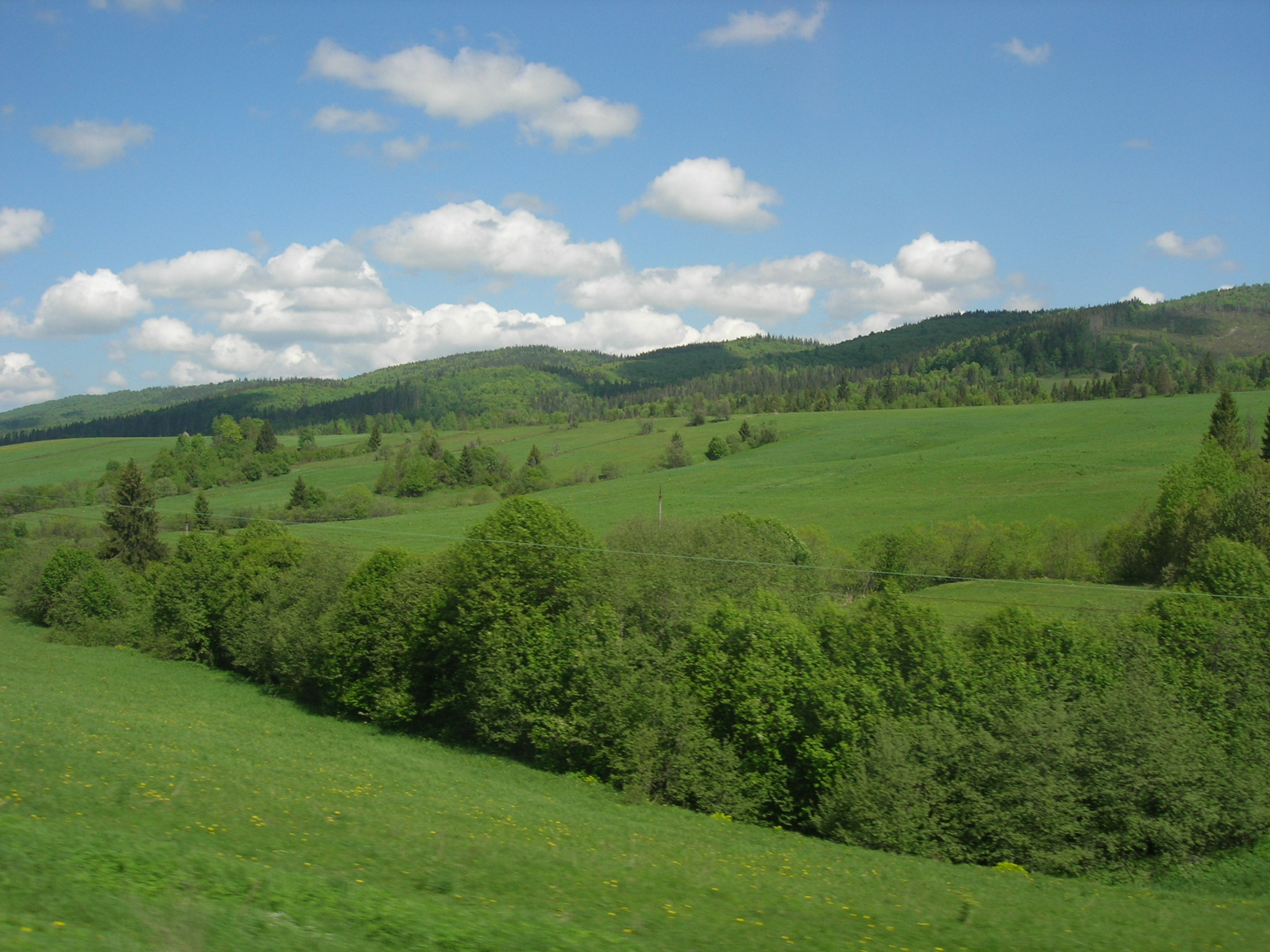
Українські Карпати

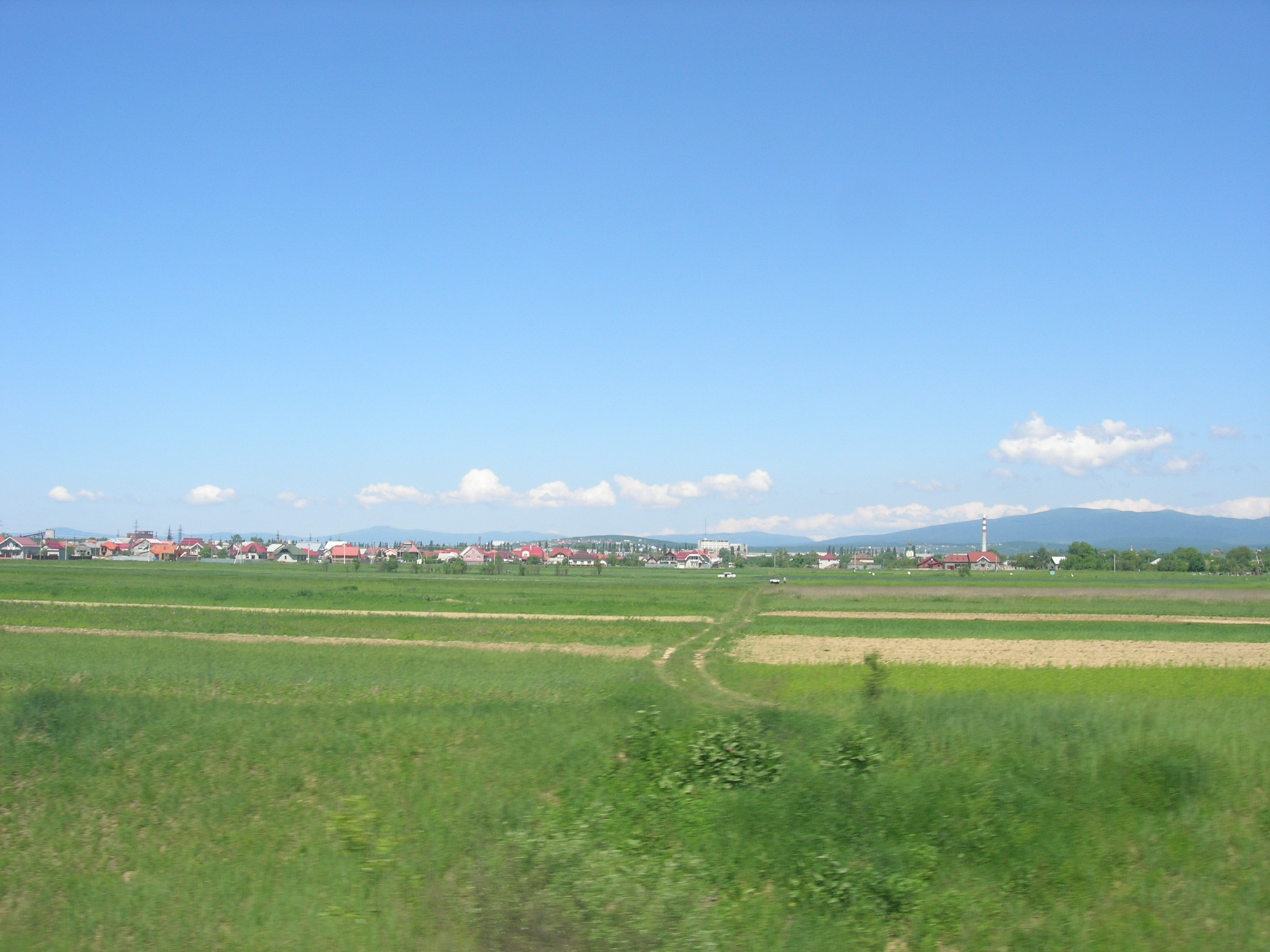
Закарпатський краєвид

Українські Карпати являють собою фізико-географічну провінцію Карпатської гірської країни. Крім власне гір, до її складу входять Передкарпаття та Закарпатська низовина, формування ландшафтів яких пов'язано з гірською спорудою. Для них характерні теплий і вологий клімат, чітко виражене поздовжньо-зональне простягання основних структурно-орографічних областей, вертикальна поясність ландшафтів. Її структуру утворюють широколистяно-лісові (суцільні в минулому) низинно-міжгірські, змішано-лісові передгірні піднесені, хвойно-широколистяні низькогірні, широколистяно-лісові низькогірні вулканічні, лугово-лісові субальпійські середньогірні (полонинські) ландшафти. Річний радіаційний баланс становить 35 ккал/см² на північному заході Передкарпаття і 45 ккал/см² на Закарпатській низовини; при піднятті в гори величина його зменшується на 25-30 %. Гори і передгір'я надмірно зволожуються. За рік в передгір'ях випадає 800–1000 мм, в горах 1500–1600 мм опадів. Надмірне зволоження і гірський рельєф сприяли розвитку розгалуженої гідрографічної мережі. Це найлісистіша територія республіки, де зосереджено 20 % площі її лісів. Переважають гірські лісові та лучні полонинські ландшафти. У межах провінції виділяють 6 фізико-географічних областей.
- У Передкарпатті, якому відповідає Передкарпатський прогин, переважають ландшафти передгірних акумулятивно-денудаційних височин, низкотерасні слабо-дреновані рівнини з глейовими дерновими і дерново-підзолистими ґрунтами, покритими дубовими і дубово-грабовими лісами; високотерасні розчленовані рівнини з дерново-підзолистими ґрунтами; глибоко розчленовані рівнини з дерново-середньопідзолистими ґрунтами, вкриті грабово-буковими лісами, денудаційні увалисто-грядові височини з сірими лісовими ґрунтами, покриті дубовими і дубово-грабовими лісами, і ін.
- Для області Зовнішніх Карпат, приуроченої до Скибової і частково Дуклянської зон, характерні низько- і середньо-гірські ландшафти, що розвинулися в умовах прохолодного і вологого клімату. Поширені крутосхилові низькогір'я з буроземними щебенюватими ґрунтами під буковими, буково-дубово-ялиновими і ялицево-буковими лісами. Для середньо-гірських ландшафтів на крутосхилах Горган типовими є смерекові ліси з сосною і модриною на буроземних і буроземно-нодзолістих ґрунтах і криволісся з гірської сосни, ялівцю, зеленої вільхи, а також субальпійські луги на гірничо-лугових і оторфованних ґрунтах.
- Водоподільно-Верховинська область відповідає в основному Кросненській зоні. Переважають структурно-ерозійні полого-схилові низькогірні ландшафти з дерново-буро-земними і бурими ґрунтами під ялиновими, ялицево-буковими лісами і вторинними луками, що сформувалися в умовах помірно холодного клімату.
- Полонинсько-Чорногорська область відповідає Чорногорській, Свидовецький і Буркутській зонам. Це найвища частина Українських Карпат. Область відрізняється найбільшою зволоженістю (за рік випадає понад 1300–1500 мм опадів) і чіткою вертикальної поясністю ландшафтів. Крутосхилові середньогір'я (до висоти 1000–1200 м) покриті буковими і ялиновими лісами на буроземно- і дерново-буроземних ґрунтах. Вище, до 1500 м, поширені смереково-букові ліси на гірничо-лісових бурих ґрунтах, що змінюються сосновим і осиковим криволіссям. Субальпійські лугові ландшафти (полонини) займають найбільші площі на висотах 1500–1800 м. Найвищі частини хребтів, особливо на Чорногорі, зайняті субальп. ландшафтами.
- Рахівсько-Чивчинська область приурочена до Мармароської та Рахівської зонам. В її ландшафтній структурі переважають різко розчленовані середньогір'я з буроземними опідзоленими щебенюватими ґрунтами під ялиновими лісами і вторинними луками на верхній межі лісу. До висоти 1700–1800 м — пояс з гірської сосни, зеленої вільхи, ялівцю сибірського. У субальпійському луговому поясі домінують вторинні щільнодернисті злаки, осоки. У верхів'ях річок сформувалися гірсько-котловинні і долинно-терасові вологі лісо-лугові комплекси.
- Область Вулканічних Карпат приурочена до зони глибинного розлому, що відокремлює Закарпатський прогин від складчастих Карпат з виходами на поверхню верхньопліоценових ефузивів і відповідає Магурскій і частково Ленінській зонам. В умовах теплого і вологого клімату сформувалися низькогірські широколистяно-лісові та улоговинні лісо-лугові ландшафти. Поширені дубово-букові і дубові ліси під бурими лісовими й глейовими ґрунтами.
- Область Закарпатської низовини відповідає Закарпатському прогибу, характеризується теплим і вологим кліматом. Переважають ландшафти низкотерасних слабо-дренованих рівнин з дерновими опідзоленими глейовими, лучно-болотними та болотними ґрунтами під дубовими і чорно-осиновими лісами, значні площі займають також вторинні остеповані луки.

## Кримські гори

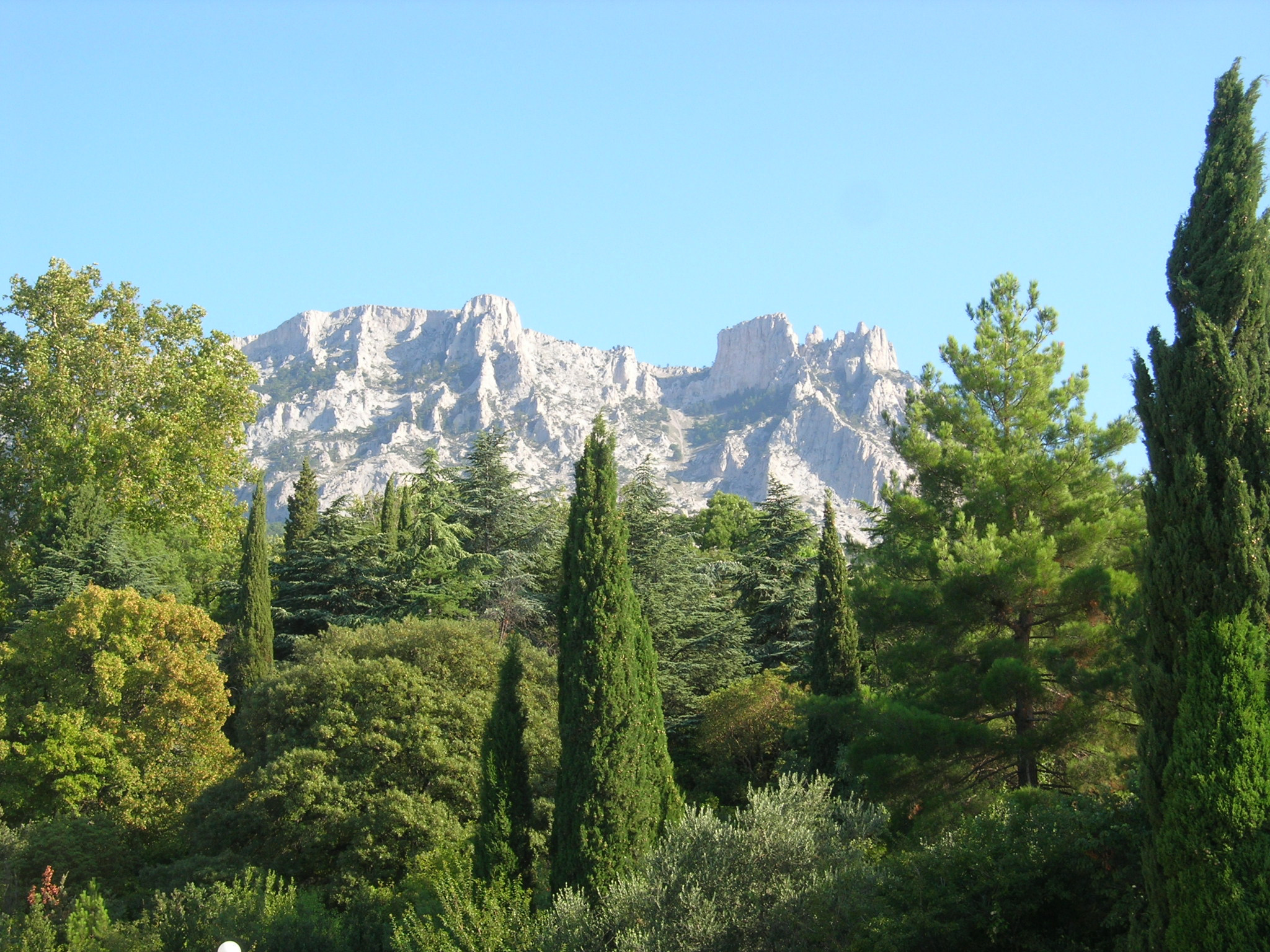
Гора Ай-Петрі. Вид з Алупки

Їх структура ландшафтної поясності визначається положенням на північній околиці субтропічного поясу, близькістю Чорного моря, будовою і орієнтуванням гірських гряд. Річний радіаційний баланс 60-63 ккал/см². Річні суми опадів у передгір'ях становлять 500–600 мм, на гірських вершинах 900–1100 мм. Переважають схилові підкласи ландшафтів з добре вираженою вертикальною поясністю: лісостепові (дубово-грабові шиблякові) передгірні, лучно-лісові низьколісові середньогірськи, субсередземноморські прибережно-схилові та лучно-степові (яйлинські).

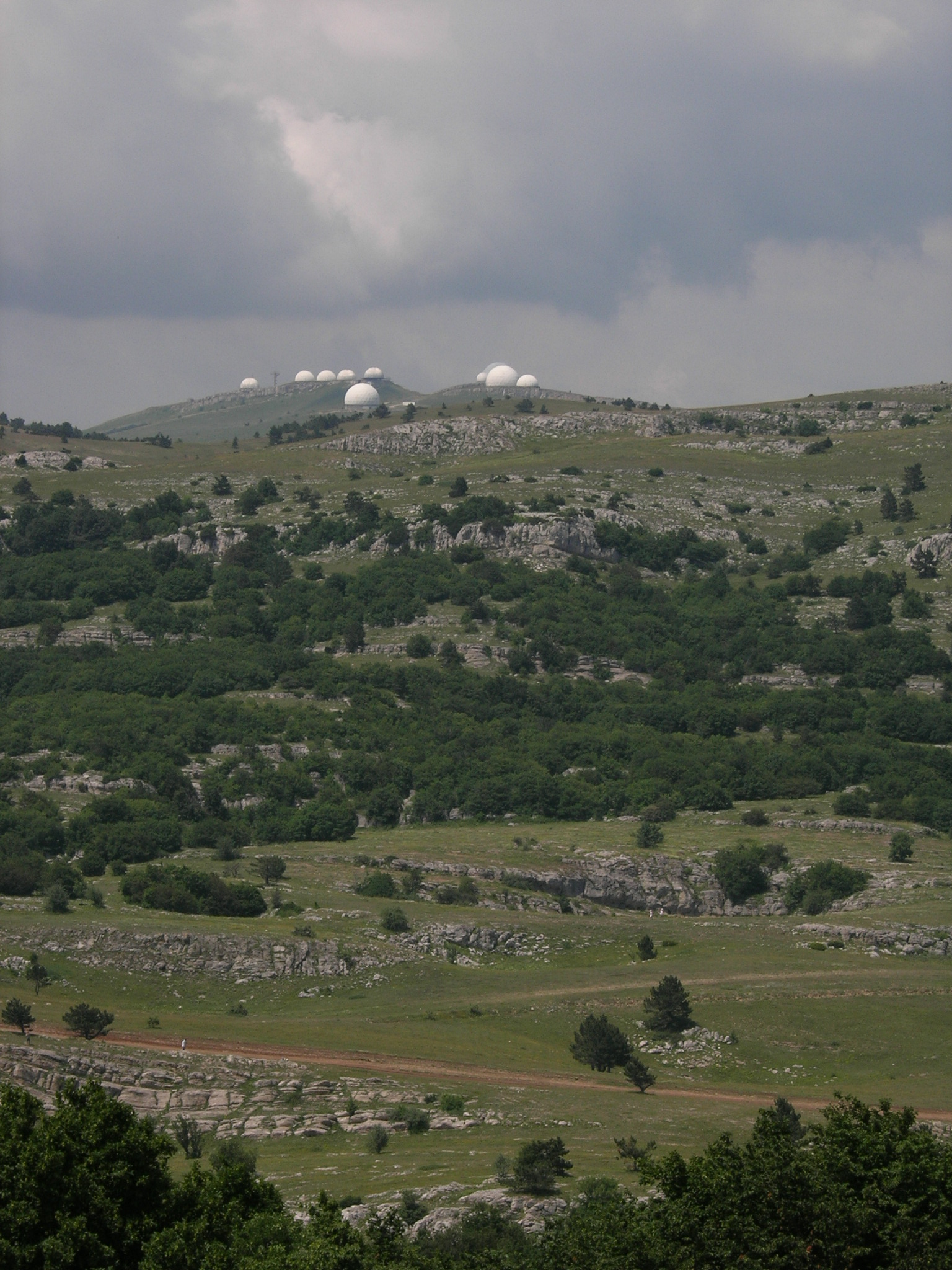
Вид з г. Ай-Петрі у бік Бахчисараю

- Передгірна область охоплює Внутрішню і Зовнішню куестові гряди. Переважають лісостепові ландшафти з чорноземами і дерново-карбонатними ґрунтами під дубовими лісами та лучними степами, межпасмові пологохвиляста пониження з чорноземами карбонатними, залишками грабових дібров і долинно-терасові комплекси, куестові гряди з коричневими ґрунтами, шибляковими заростями. Для області Головного гірського пасма характерна вертикальна поясність ландшафтів. На північному схилі до висоти 750–800 м поширені горбисто-улоговинні низькогір'я з бурими гірсько-лісовими ґрунтами під дубовими лісами. Вище простягаються глубокорозчленовані середньогір'я з бурими гірсько-лісовими та дерново-буроземними ґрунтами під буково-сосновими лісами. З висоти 1000 м високостовбурні букові ліси змінюються буковим криволіссям. Верхній пояс утворюють платоподібні закарстовані середньогір'я з гірничо-лучними чорноземовидними ґрунтами і гірськими чорноземами під гірничо-луговими степами (яйли).
- Область Південного берега Криму займає прибережну смугу і південні схили Головної гряди.

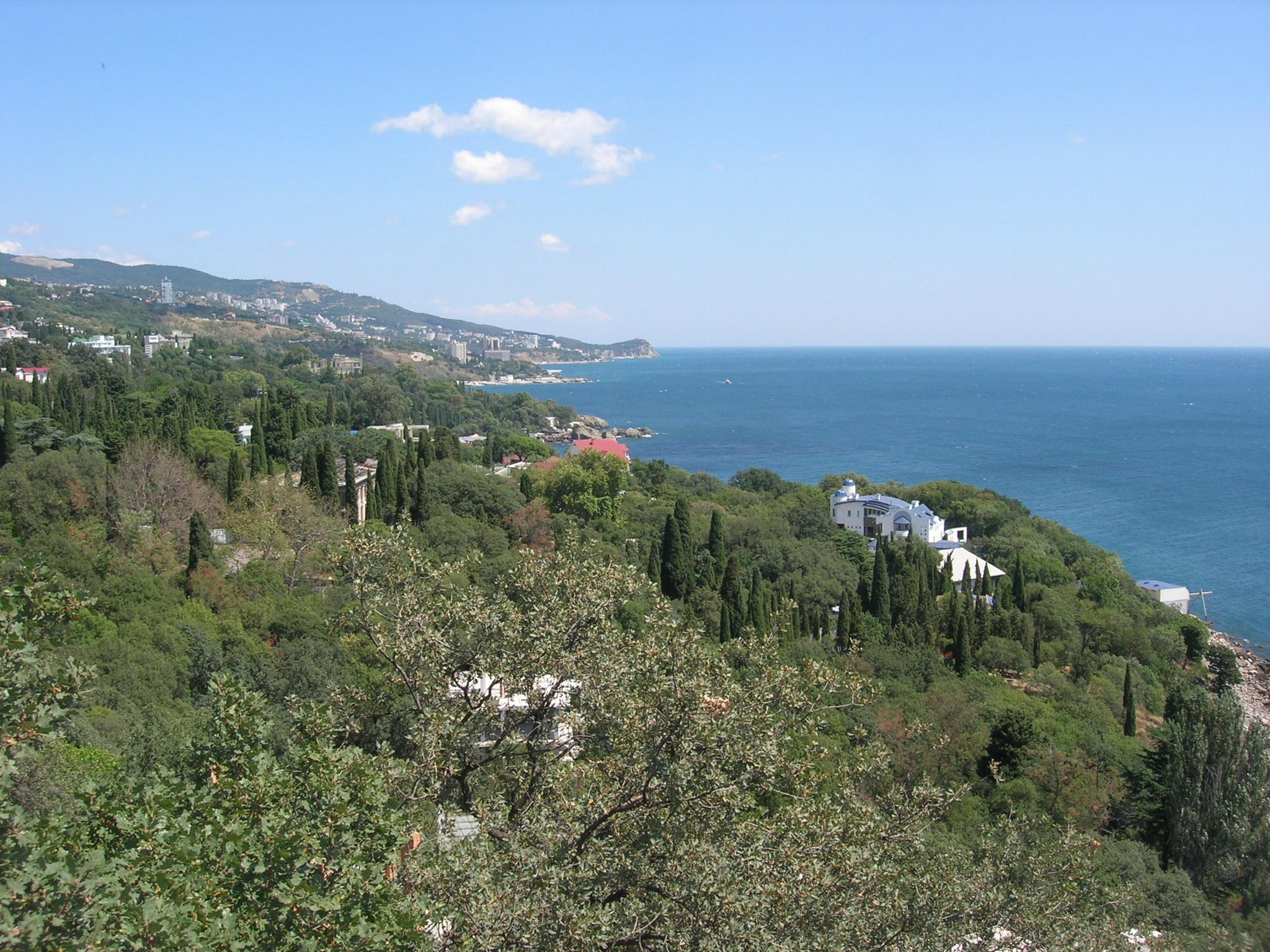
Південнобережний ландшафт в районі Алупки

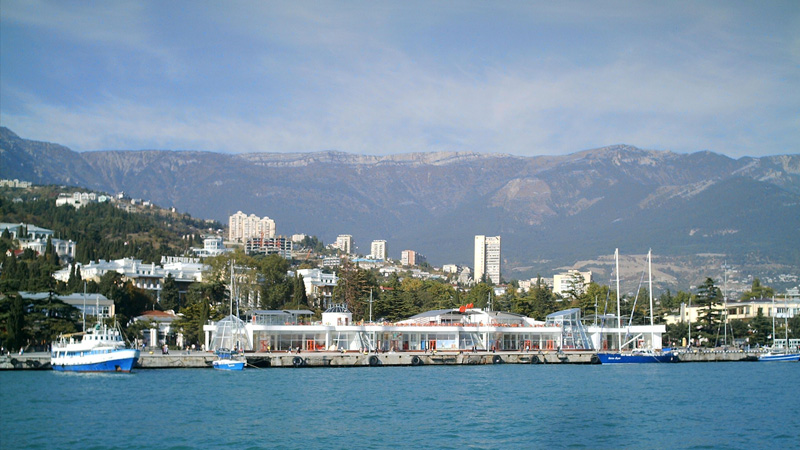
Ялта з моря. Позаду Кримські гори

За кліматичними умовами вона найтепліша в країні та виділяється багатством флори зі значною кількістю ендеміків, наявністю вічнозелених дерев і чагарників, поширенням заростей шибляка і фрігани. Тут сформувалась субтропічна зона середземноморських вічнозелених твердолистяних лісів та чагарників або маквіс. Верхній ландшафтний пояс її утворюють стрімкі і круті схили з бурими і дерново-буроземними ґрунтами під буково-сосновими лісами. Характерні амфітеатроподібні прибережні зсувні схили з коричневими щебенюватими ґрунтами, приморськими чагарниками і ялівцево-дубовими лісами, лісопарками, виноградниками, садами субтропічних культур.
Своєрідність ландшафтній структурі області Південного берега Криму надають вулканічні низькогір'я з розрідженими ялівцево-грабинниковими і дубовими лісами на коричневих щебенистих ґрунтах.

## Джерело
- Украинская Советская Социалистическая Республика: Энцикл. справ./ Гл. редкол..: Кудрицкий А. В. (отв. ред.) и др. — К.: Гл. ред. УСЭ, 1987. — 516 с.